# Vouvant
Vouvant település Franciaországban, Vendée megyében. Lakosainak száma 823 fő (2022. január 1.). Vouvant Antigny, Bourneau, Mervent, Puy-de-Serre, Saint-Maurice-des-Noues és Rives-du-Fougerais községekkel határos.

## Népesség
A település népessége az elmúlt években az alábbi módon változott:
| Lakosok száma | 841  | 860  | 908  | 867  | 876  | 880  | 846  | 834  | 823  |
|               | 2013 | 2015 | 2016 | 2017 | 2018 | 2019 | 2020 | 2021 | 2022 |